# Pedagogika
Pedagogika je veda o vzgoji in izobraževanju.
Beseda pedagogika je nastala iz glagola pedagog, ki je tujka prevzeta po zgledu iz nemške besede Pädagoge, oziroma francoske pédagogue in latinske paedagōgus, vse pa izhajajo iz grške besede παιδαγωγoς (paidagōgós) v pomenu besede vzgojitelj, kar je zloženka iz grških besed παις (paĩs), v rodilniku παιδoς( paidós) = deček, deklica, otrok in αγωγoς (agōgos) = vodnik, izpeljanke iz glagola αγω (ágō) = vodim. Prvotni pomen je torej vodnik, voditelj dečkov, otrok.
Paidagōgósi so bili grški sužnji, ki so skrbeli za dečke, jih vodili na urjenje, v šolo, in nasploh skrbeli za njihovo izobraževanje.
Pedagogiko kot vedo zanima, kaj je vzgoja in kaj izobraževanje, kakšen je odnos med njima, kako odrasli vplivajo na otroka ter kako se odnos med močnejšim in šibkejšim, neodvisnim in odvisnim partnerjem odnosa odvija, kakšne so lahko posledice tega odnosa in katere oblike tega odnosa do koristnejše za šibkejšega in odvisnega v odnosu. Pedagogika kot akademska veda se je oblikovala kasneje kot se je razvil t. i. družbeno praktični vidik pedagogike, ki se izraža v šolskem sistemu. Ker je bila narava šolskega sistema v zgodovini vedno eden najmočnejših družbenih vplivov, je zanimanje za t. i. starševsko oziroma družinsko vzgojo zaostajalo za zanimanjem o vplivu družbenih odnosov na vzgojo otrok in mladine skozi šolski, torej družbeni sistem. Pri tem so najbolj znane raziskave o reprodukcijski družbeni vlogi šolstva, manj pa o rekonsktrukcijskem vplivu.
V kontekstu šolskega sistema, pedagogiko zanimajo kriteriji za pravično, demokratično izobraževanje in kako naj le ti kot norma zavladajo v pedagogiki kot vedi, v šolskem sistemu kot družbenem pojavu ter v starševki vzgoji kot temelju t. i. družbene reprodukcije. V tem okviru jo zanima položaj avtoritete.
Pedagogika je univerzitetni študij na prvi slovenski univerzi (1919 v Ljubljani), že predbolonjska ureditev pa je omogoča interdisciplinarni študij z drugimi humanističnimi in družboslovnimi vedami. 
Poleg tega je eden od splošnih pedagoških predmetov za študente (različnih smeri študija na več fakultetah) t. i. pedagoških smeri. V tem primeru je osnovni cilj predmeta kritični vpogled v pedagoške dejavnike, ki vplivajo na formiranje in delovanje šole kot institucije in na vlogo učitelja v vzgojno izobraževalnem procesu. Študentje med študijem spoznajo in razumejo zakonitosti pedagoških teoretskih usmeritev za oblikovanje vzgojnega koncepta javne šole, zakonitosti delovanja vzgojno izobraževalnega procesa in vlogo vzgoje ter socializacije za razvoj posameznika, kulture in družbe, vloge učitelja in učenca kot subjekta in objekta pri pouku, sodobna načela oblikovanja šolske skupnosti ter etična načela in zakonska določila, značilnosti pedagoške vloge učitelja.